# NGC 3749
NGC 3749 (również PGC 35861) – galaktyka spiralna (Sa), znajdująca się w gwiazdozbiorze Centaura. Odkrył ją John Herschel 21 kwietnia 1835 roku.